# 帕納西夫卡 (克雷門丘克區)
49°10′19″N 33°54′49″E / 49.17194°N 33.91361°E
帕納西夫卡（羅馬化：Panasivka）是烏克蘭中部的村莊，隸屬波爾塔瓦州的克雷門丘克區。該村距離普里哈里夫卡1公里，海拔高度125米，2001年人口254。